# Бен Джонсън
Вижте пояснителната страница за други личности с името Бен Джонсън.
Бен Джонсън (Бен Джонсон, Бенджамин Джонсън, на английски: Ben Jonson) е английски ренесансов драматург, поет и актьор (1572 – 1637).
Отначало приятел, но впоследствие отявлен литературен критик на Шекспир. Създава така нар. комедия на хуморите в Англия, където всеки актьор въплъщава определен тип хумор (нрав или порок). Най-известни са комедиите му Всеки със своите слабости от 1599, Волпоне от 1506, Мълчаливата жена от 1608 и Алхимикът от 1610.

## Пиеси
- A Tale of a Tub, comedy (c. 1596 revised performed 1633; printed 1640)
- The Isle of Dogs, comedy (1597, with Thomas Nashe; lost)
- The Case is Altered, comedy (c. 1597–98; printed 1609), possibly with Henry Porter and Anthony Munday
- Every Man in His Humour, comedy (performed 1598; printed 1601)
- Every Man out of His Humour, comedy (performed 1599; printed 1600)
- Cynthia's Revels (performed 1600; printed 1601)
- The Poetaster, comedy (performed 1601; printed 1602)
- Sejanus His Fall, tragedy (performed 1603; printed 1605)
- Eastward Ho, comedy (performed and printed 1605), a collaboration with John Marston and George Chapman
- Volpone, comedy (c. 1605–06; printed 1607)
- Epicoene, or the Silent Woman, comedy (performed 1609; printed 1616)
- The Alchemist, comedy (performed 1610; printed 1612)
- Catiline His Conspiracy, tragedy (performed and printed 1611)
- Bartholomew Fair, comedy (performed 31 October 1614; printed 1631)
- The Devil is an Ass, comedy (performed 1616; printed 1631)
- The Staple of News, comedy (completed by Feb. 1626; printed 1631)
- The New Inn, or The Light Heart, comedy (licensed 19 January 1629; printed 1631)
- The Magnetic Lady, or Humours Reconciled, comedy (licensed 12 October 1632; printed 1641)
- The Sad Shepherd, pastoral (c. 1637, printed 1641), unfinished
- Mortimer His Fall, history (printed 1641), a fragment

## За него
- Knights J. C. Drama and Society in the Age of Jonson. Harmondsworth, 1962;
- Orgel S. The Jonsonian Masque. Cambridge, 1965;
- Sturmberger I. M. The Comic Elements in Ben Jonson’s Drama: V. 1 – 2. Salzburg, 1975.